# Mapa de fluxo

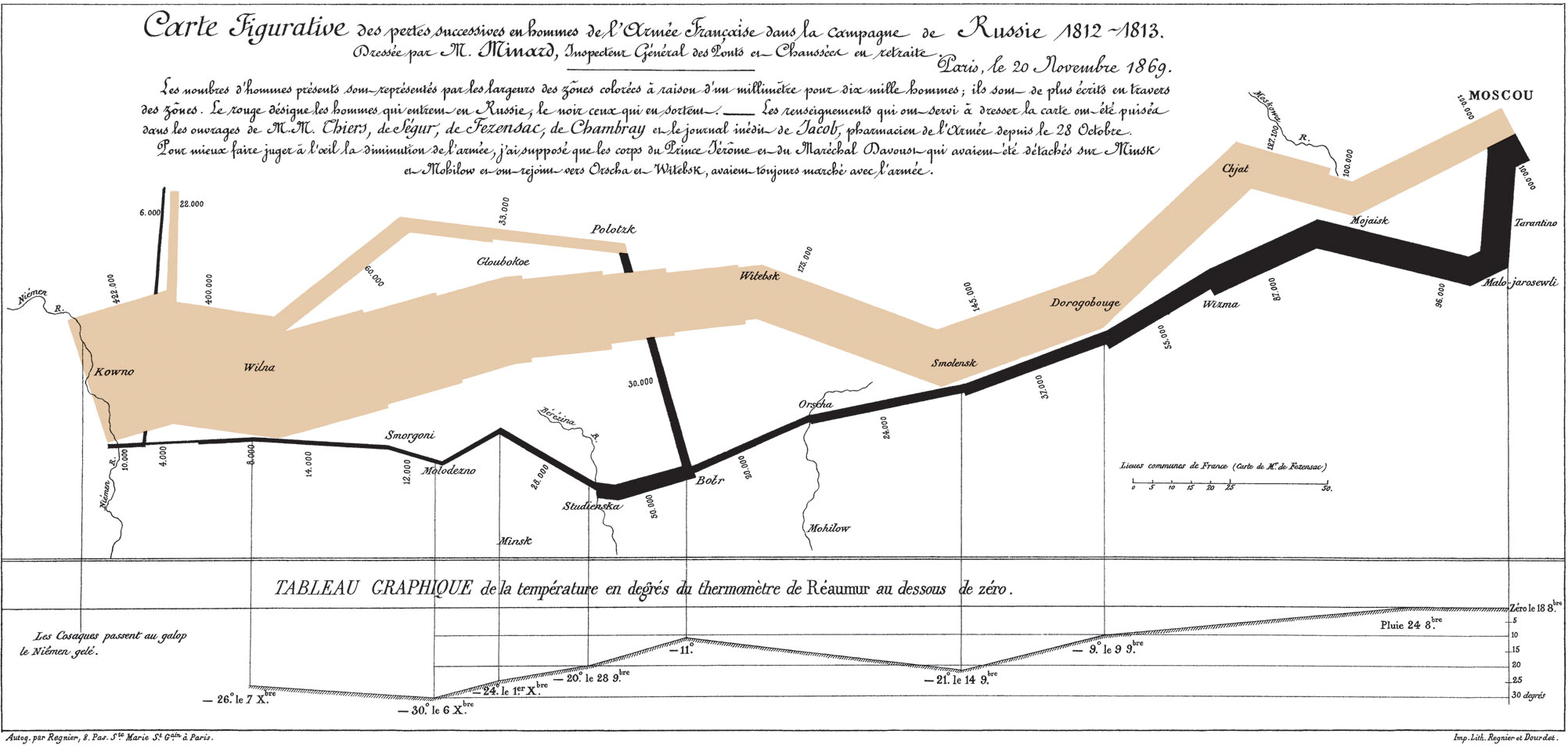
Mapa de Charles Joseph Minard da invasão francesa da Rússia em 1812.

Um mapa de fluxo é um tipo de mapa temático que usa símbolos lineares para representar o movimento. Assim, pode ser considerado um híbrido de mapa e diagrama de fluxo. O movimento que está sendo mapeado pode ser qualquer coisa, incluindo pessoas, tráfego rodoviário, bens comerciais, água, ideias, dados de telecomunicações, etc. A grande variedade de material em movimento e a variedade de redes geográficas por onde eles se movem levaram a muitas estratégias de design diferentes. Alguns cartógrafos expandiram este termo para qualquer mapa temático de uma rede linear, enquanto outros restringem seu uso a mapas que mostram especificamente algum tipo de movimento.
Muitos mapas de fluxo usam largura de linha proporcional à quantidade de fluxo, tornando-os semelhantes a outros mapas que usam tamanho proporcional, incluindo cartogramas (alterando a área da região) e símbolos de pontos proporcionais.

## História

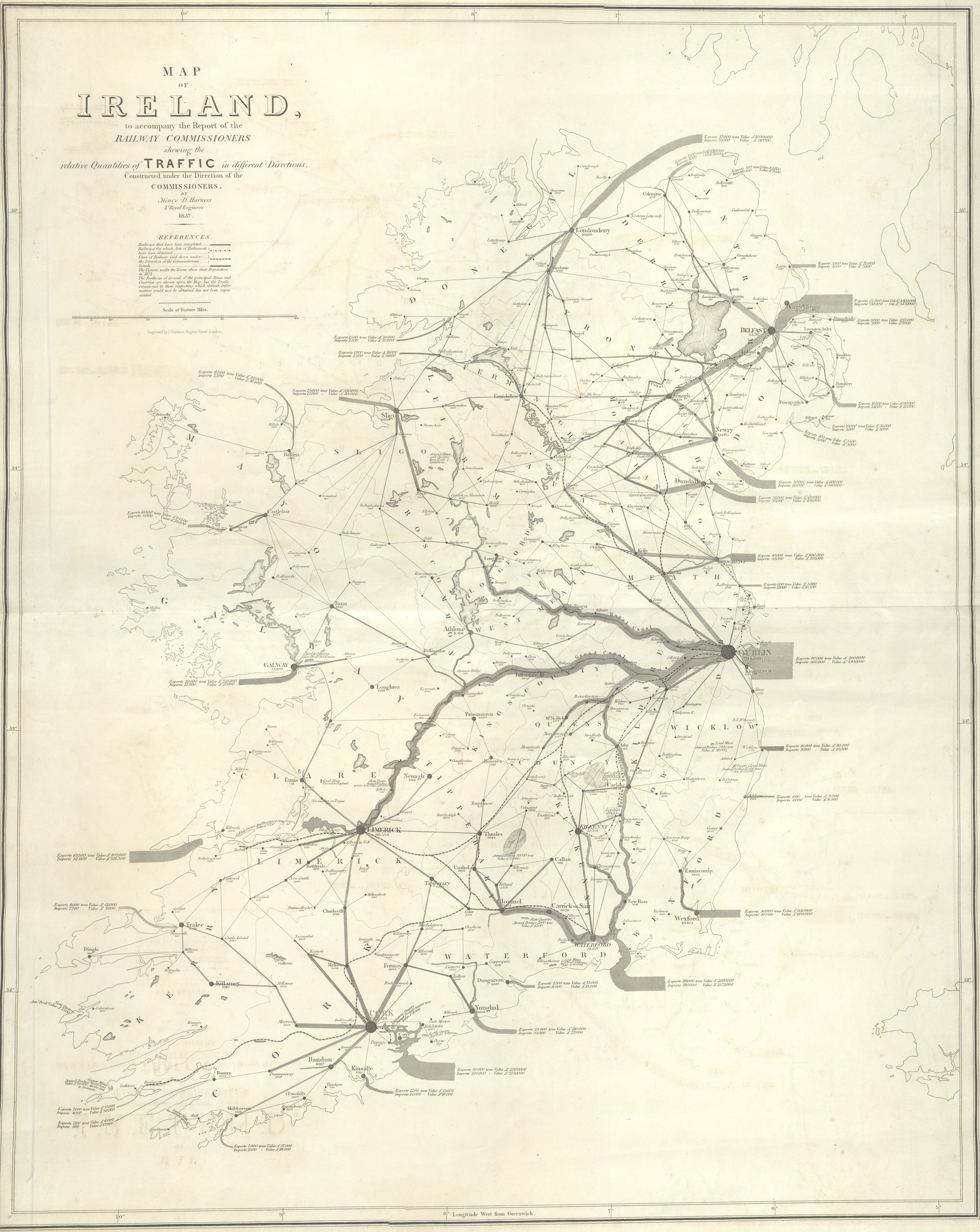
Mapa de 1838 do tráfego de carga pré-ferroviário na Irlanda, um dos primeiros mapas temáticos a usar símbolos proporcionais

Os primeiros mapas conhecidos para representar visualmente o volume de fluxo foram dois mapas do engenheiro Henry Drury Harness, publicados em 1838 como parte de um relatório sobre o potencial de construção de ferrovias na Irlanda, mostrando a quantidade de tráfego de carga por estrada e canal.
 Nos anos seguintes, outros experimentaram a técnica na Europa, até que foi dominada por Charles Joseph Minard .
Durante as décadas de 1850 e 1860, Minard publicou quarenta e dois mapas de fluxo em uma ampla variedade de tópicos entre seus cartes figuratives. Entre eles está seu mapa de 1869 da invasão francesa da Rússia em 1812-1813, que foi chamado de "o melhor gráfico estatístico já desenhado".
 Muitos dos mapas de Minard usam técnicas de design que ainda precisam ser aprimoradas, mesmo na era da computação gráfica.
Durante a década de 1980, Waldo Tobler realizou experimentos para criar mapas de fluxo por computador.
 Os primeiros mapas gerados por computador não estavam de acordo com os padrões de Minard, mas o sistema de informações geográficas (GIS) e o software gráfico melhoraram a capacidade de projetar mapas de fluxo.

## Fenômenos de fluxo
Uma grande variedade de mapas de fluxo foi criada desde a década de 1830, mostrando o movimento de várias formas. De acordo com Eduard Imhof, um mapa de fluxo pode representar vários aspectos diferentes dos fenômenos que estão se movendo e das redes ao longo das quais eles se movem; ele listou os seguintes: :94–95
- Origem e Destino: "de onde e para onde algo está se movendo?"
- Percurso: "Ao longo de qual linha ocorre o movimento?" Isso pode ser representado de forma precisa, generalizada ou apenas na forma esquemática de linhas retas[10]
- Tipo de movimento: "o que é movido?" Essa categoria nominal pode incluir variáveis como o produto sendo transportado de um ponto a outro, o modo de transporte veicular ou a temperatura da água em uma corrente oceânica.
- Quantidade de movimento: "quanto é movido? A quantidade do item transportado está mudando de forma constante (gradualmente) ou em etapas?" Esta será uma variável de razão não negativa, como veículos por dia, o número total de migrantes ou fluxo de água em pés cúbicos por segundo. Alguns mapas de fluxo representam a capacidade de fluxo em vez do volume de movimento real, como largura de banda de telecomunicações.
- Direção do movimento: "em que direção, ou em ambas as direções, algo é movido?" Isso geralmente é mostrado por setas.[11]
- Velocidade do fluxo: "A que velocidade ou em quanto tempo algo é movido?" Esta é uma variável de proporção que é semelhante, mas distinta da quantidade de movimento. Um exemplo seria representar os níveis de tráfego rodoviário usando a velocidade média do veículo ou a velocidade do vento.

Estes não são tipos distintos de mapas; um mapa de fluxo pode retratar qualquer um desses aspectos simultaneamente.

## Tipos de mapas de fluxo

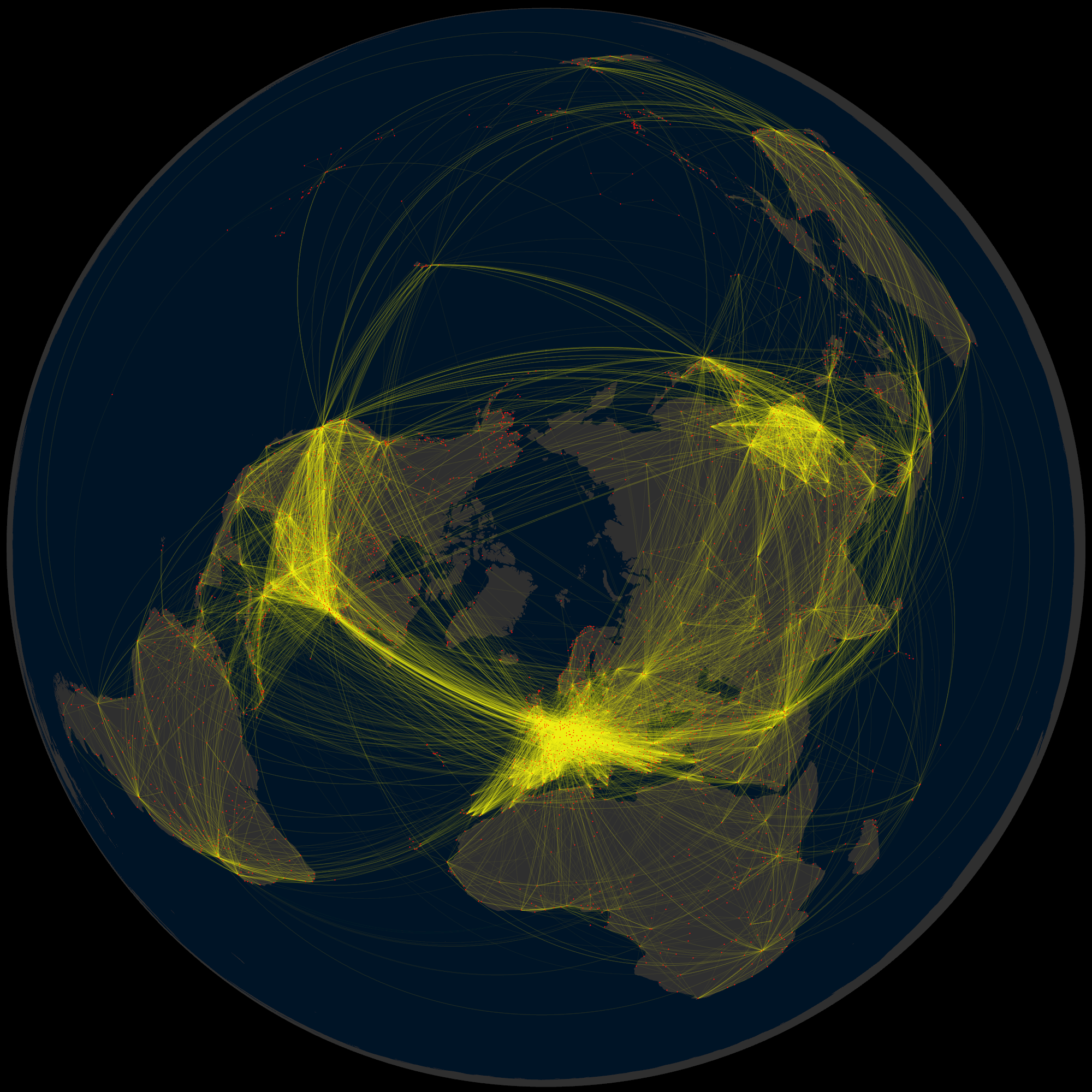
Mapa de fluxo origem-destino de todas as rotas de companhias aéreas comerciais de passageiros a partir de 2014. Amarelo mais brilhante representa maior densidade de rotas aéreas

A variação dos mapas de fluxo no assunto e a importância relativa dos aspectos de fluxo de Imhof levaram a várias estratégias de projeto. Em uma tese de 1987, Mary Parks identificou vários tipos distintos de mapas de fluxo, que foram amplamente citados, embora sua lista não fosse abrangente e mais estão incluídos aqui. Esses tipos são protótipos; mapas reais podem combinar alguns aspectos de vários tipos.

### Mapa de distribuição

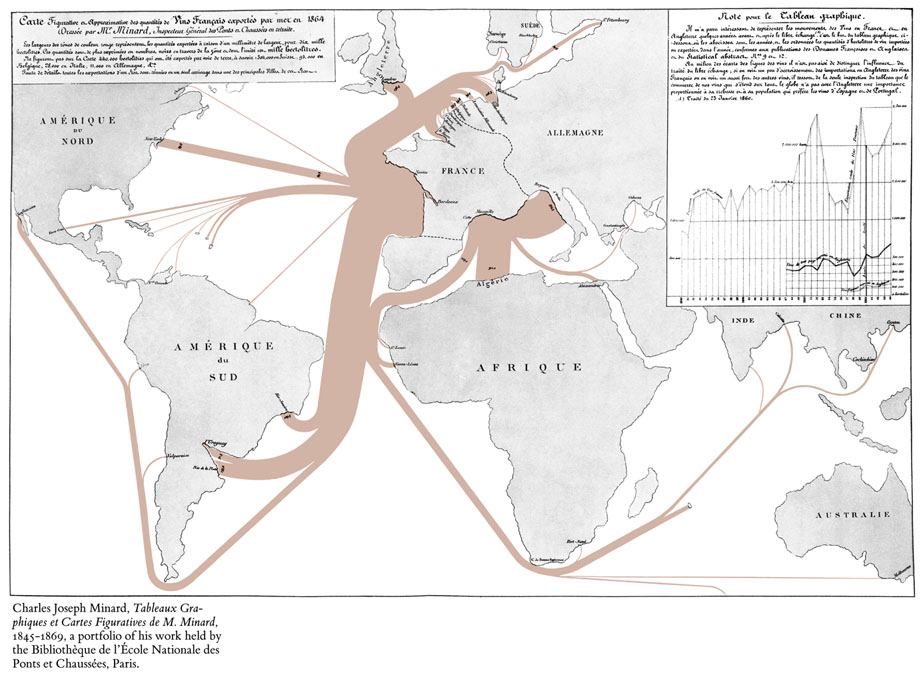
O mapa de Charles Joseph Minard das exportações de vinho francês em 1864, um dos primeiros exemplos de um mapa de fluxo de distribuição.

Esse tipo é exemplificado por um foco equilibrado nos nódulos origem-destino, nas rotas de viagem entre eles (geralmente altamente generalizadas) e no volume de fluxo. O exemplo mais comum, que remonta a Minard, é um mapa que mostra a navegação entre um conjunto de regiões de nódulos ou cidades portuárias, ao longo de rotas marítimas comuns. Em um mapa de distribuição, os caminhos saem da origem com uma largura proporcional ao total de vários destinos, depois se dividem como rotas "distribuídas" em direção a cada destino.

### Mapa de rotas de rede

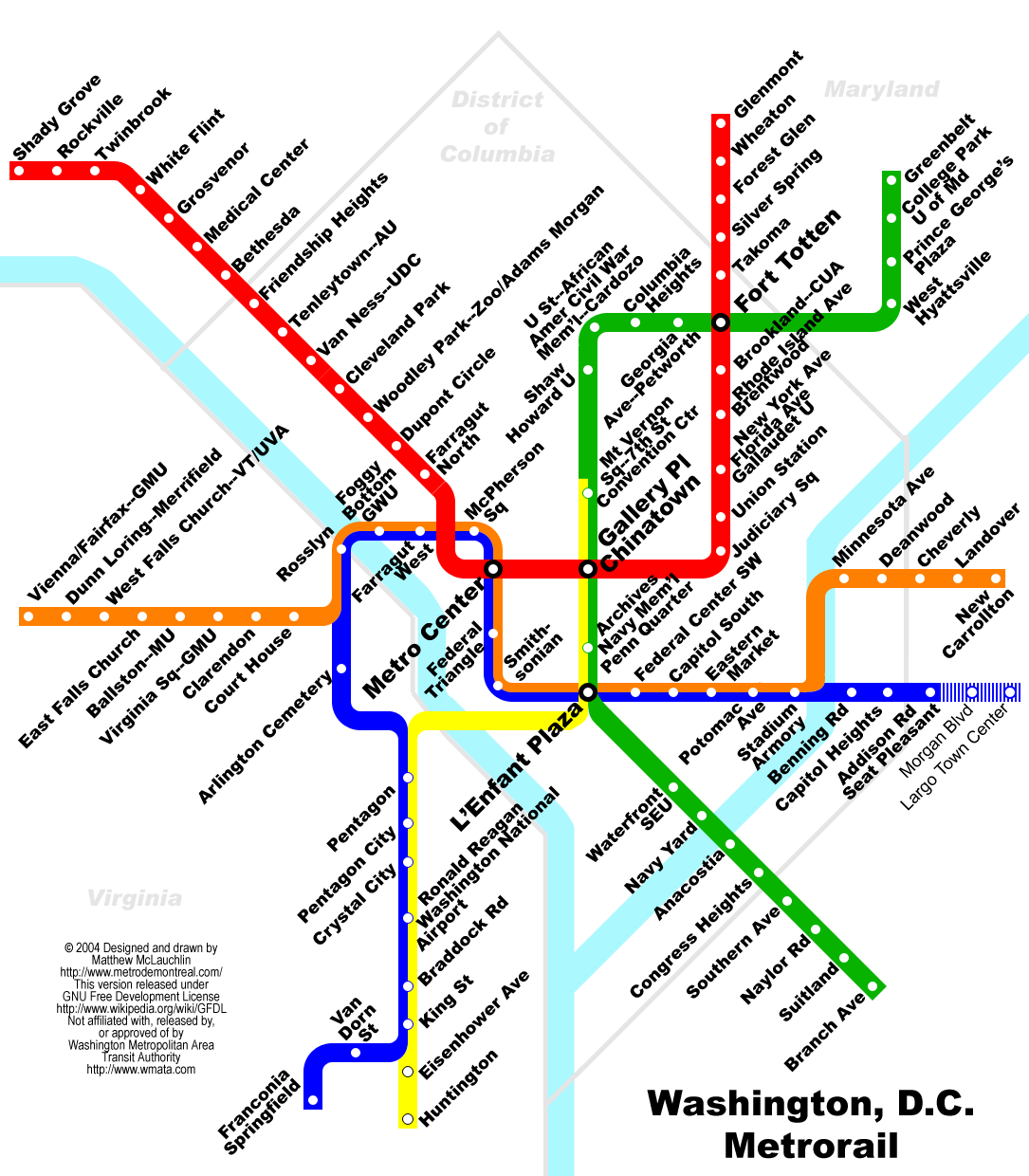
Um mapa de trânsito esquemático típico é uma forma simples de mapa de rotas de rede, com foco nas rotas de trânsito altamente generalizadas

Este tipo de mapa de fluxo remonta originalmente ao mapa Harness da Irlanda. Ele se concentra mais nas rotas da rede do que em seus nós de origem/destino. As rotas podem ser precisas ou altamente generalizadas (como em muitos mapas de trânsito), e podem ou não representar a quantidade ou a velocidade do fluxo. Um exemplo comum é um mapa de tráfego rodoviário.

### Mapa de fluxo contínuo/de massa

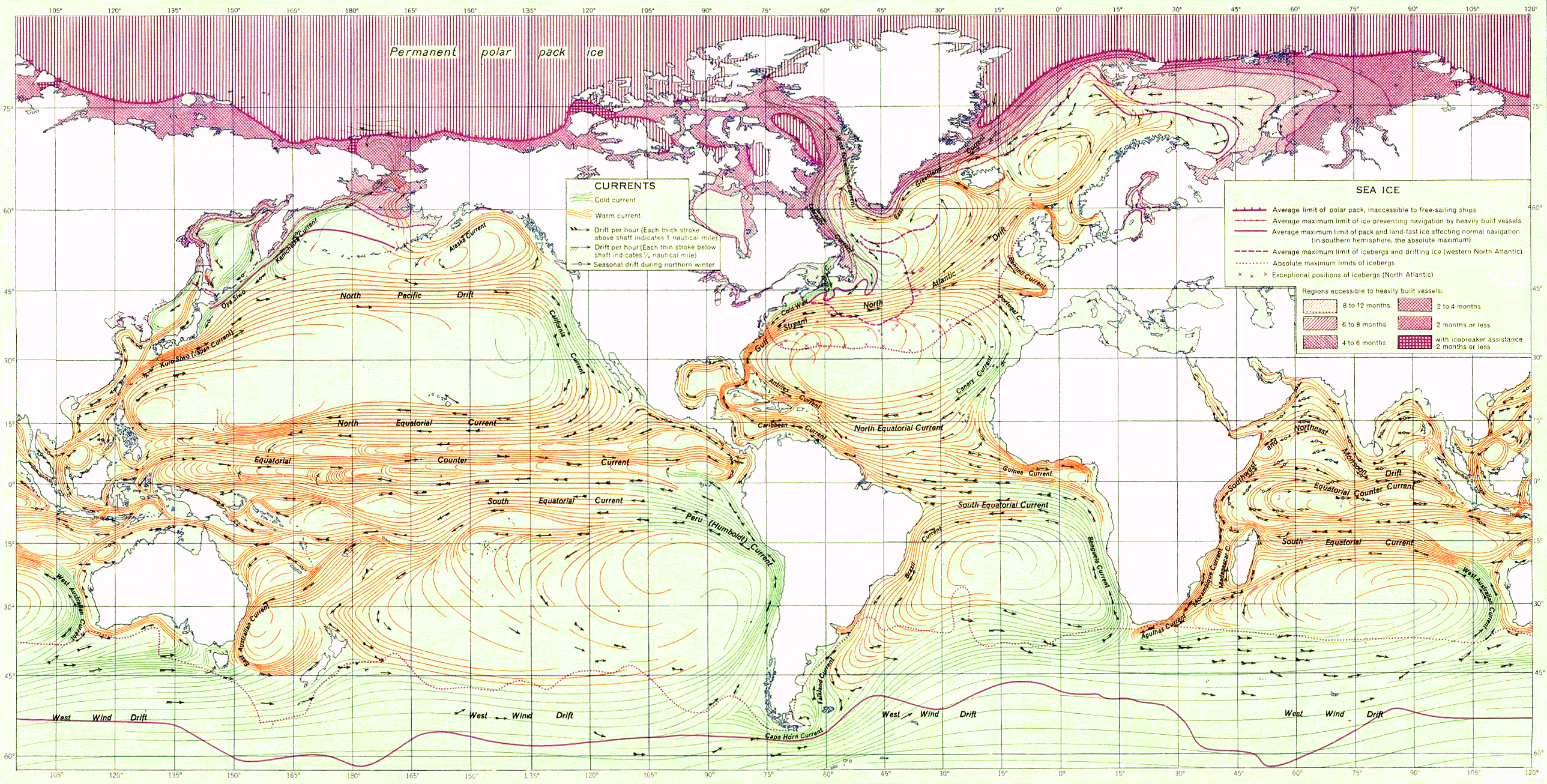
Um mapa de 1943 das correntes oceânicas usando a técnica aerodinâmica. Observe o uso de cores para distinguir correntes quentes e frias

Nem todo fluxo ocorre ao longo de redes lineares; massas bidimensionais e tridimensionais também podem fluir, especialmente água (por exemplo, corrente oceânica) e ar (vento). Seu movimento pode ser modelado como um campo vetorial, no qual a magnitude e a direção do movimento podem ser medidas em qualquer ponto do espaço. :149Na lista de Imhof acima, um mapa que visualiza isso, muitas vezes chamado de mapa de fluxo de massa ou mapa de fluxo contínuo, foca na direção e velocidade do fluxo, enquanto outros aspectos como origem/destino e rota de viagem são sem sentido.